# 真野俊樹
真野俊樹（まのとしき、1961年10月7日-）は、中央大学ビジネススクール（大学院戦略経営研究科）教授。医師、博士（医学）、博士（経済学）、日本内科学会総合内科専門医、（米国内科学会認定専門医会上級会員） 。

## 経歴
- 愛知県名古屋市出身。愛知県立旭丘高等学校卒業。1987年、名古屋大学医学部卒業。名古屋第一赤十字病院で研修、糖尿病や内分泌系の臨床内科医として、安城更生病院、藤田保健衛生大学勤務。1995年9月、コーネル大学医学部研究員。その後、外資系や国内の製薬企業のマネジメントに携わる一方、2000年にレスター大学大学院でMBAを取得。その後、国立医療・病院管理研究所協力研究員、昭和大学医学部公衆衛生学（病院管理学担当）専任講師、大和総研主任研究員、大和証券キャピタル・マーケッツシニアアナリスト、2005年より多摩大学医療リスクマネジメント研究所教授（医療リスクマネジメントセンター所長）を経て現職。2004年、京都大学にて博士（経済学）の学位を取得。2018年4月より中央大学ビジネススクール（専門職大学院）教授に就任。

## 現在の教職
- 中央大学大学院戦略経営研究科教授。多摩大学大学院特任教授、東京医療保健大学大学院客員教授など。

## 役職

### 現在
- 多摩大学医療・介護ソリューション研究所副所長、厚生労働省独立行政法人評価委員会（審議会）委員、東京都立病院経営委員会経営部会委員、財団法人医療機器センター客員研究員、日本医療病院管理学会評議員、医療バランストスコアカード研究学会評議員、医療経営学会理事、マネジメント研究会代表幹事　（Medical Quality Management Academy)代表理事、医療マネジメント学会評議員、公益法人日本生産性本部日本版医療クオリティクラブ　運営委員長、一般社団法人メディカルツーリズム協会 アドバイザーなど。その他、企業顧問、産業医や医療法人の理事などを務める。

### 過去
- 行政刷新会議規制・制度改革に関する分科会ライフイノベーションワーキンググループ委員、厚生労働省、経済産業省、NEDOなどの検討会・評価会委員・座長など。

## メディア出演
- NHKスペシャル、クローズアップ現代、Bizスポワイド 、世界一受けたい授業、おもいッきりDON!、爆笑問題と国民の先生教えてください、主治医が見つかる診療所、みのもんたの朝ズバッ!、サンデーフロントライン、産経新聞患者心得帳（約1年半連載）、週刊エコノミスト、AERA、東洋経済、週刊ダイヤモンドなど。

## 著書
- 『医師は変われるか 医療の新しい可能性を求めて』はる書房 2000
- 『医者になるまでなってから 日本の医療はキミ達が変える』シーエムシー 2001
- 『糖尿病療養指導基本トレーニング』日本医学出版 2001
- 『日本の医療はそんなに悪いのか? 正したほうがいい30の誤解』薬事日報社 2002
- 『医療バイオ・医療IT入門 先端技術は医療をどう変えるのか?』薬事日報社 2003
- 『医療マーケティング』日本評論社 2003
- 『賢い医者のかかり方 治療費の経済学』2003 講談社+α新書
- 『行動目標達成のための「医療の社会性」ポイント60』日本医療企画 2004
- 『大学病院の使い方がわかる本』草思社 2004
- 『健康マーケティング』日本評論社 2005
- 『入門医療経済学 「いのち」と効率の両立を求めて』2006 中公新書
- 『介護マーケティング』日本評論社 2007
- 『医療経済学で読み解く医療のモンダイ』医学書院 2008
- 『人事・管理職のためのメンタルヘルス・マネジメント入門』ダイヤモンド社 2009
- 『グローバル化する医療 メディカルツーリズムとは何か』岩波書店 2009
- 『医療マーケティング 実践編』日本評論社 2009
- 『経営学の視点から考える患者さんの満足度up 患者満足度追求のわな』南山堂 2010
- 『医療が日本の主力商品となる』2012 ディスカヴァー携書
- 『入門医療政策 誰が決めるか、何を目指すのか』2012 中公新書
- 『「命の値段」はいくらなのか? "国民皆保険"崩壊で変わる医療』2013 角川oneテーマ21
- 『比較医療政策 社会民主主義・保守主義・自由主義』ミネルヴァ書房 2013
- 『こんな医者ならかかりたい 最高のかかりつけ医の見つけ方』2015 朝日新書
- 『アジアの医療提供体制 日本はアジアの医療とどう向き合えばいいのか』日本医学出版 2016
- 『医療危機 高齢社会とイノベーション』2017 (中公新書
- 『日本の医療、くらべてみたら10勝5敗3分けで世界一』2017 (講談社+α新書

### 共編著・監修
- 『MBA10人の選択 進化するキャリア』編著 はる書房 2001
- 『実証「天然メシマコブ」でガンが治った!』監修 史輝出版 2001
- 『21世紀の医療経営 非営利と効率の両立を目指して』編著 薬事日報社 2003
- 『看護が変われば医療は変わる』編著 はる書房 2003
- 『医薬品企業変革講座 マーケティング、外部環境、製品開発からの提案』編著 薬事日報社 2004
- 『信頼回復の病院経営』編著 薬事日報社 2005
- 『医療機関の個人情報保護対策』編著 中央経済社 2005
- 『医療リスクマネジメント心得帳』編 日本医学出版 2006
- 『医師が知っておきたいクリニカルコーディング 診療報酬請求の改善に役立つICD・DPCコーディングの要点』伏見清秀,川井真共編 エルゼビア・ジャパン 2006
- 『保険薬局経営読本』編 薬事日報社 2007
- 『医療に対する満足度の経済学・心理学的分析 コミュニケーション、セカンドオピニオン、薬剤に注目して』監修・編 医薬経済社 2008
- 『医療マーケティングと地域医療 患者を顧客としてとらえられるか』監修 日本医療企画 (医療経営士テキスト 中級 一般講座 3)　2010
- 『男40代からの「疲れない体」のつくり方』監修 ベストセラーズ(ワニ文庫　2011
- 『40歳からの病気にならない生き方』監修 ベストセラーズ (ワニ文庫 2011
- 『日本の医療最前線 病気にならない、なったら治す!』監修 G.B. 2013
- 『病院の事業継続計画』インターリスク総研, MS&AD基礎研究所株式会社編著,監編 PILAR PRESS 2013
- 『病気のしくみ 生活習慣病は治せる!』監修 宝島社 2015

### 翻訳
- ジョセフ・S.サンフィリポ, トーマス・E.ノーラン, ベイツ・H.ホワイトサイド編著『MBA式医療経営戦略ハンドブック 必ず"成功"する17の処方箋』監訳 日本医療企画 2006
- 『ジョイントコミッション・インターナショナル認定入門 医療の質をいかに高めるか-国際機関JCIからの提案』監訳,小泉ともえ訳 薬事日報社 2009
- Robert Chalice『世界標準のトヨタ流病院経営 明日から病院を変える46のポイント』監訳,福岡藤乃訳 薬事日報社 2011